# Camille du Gast
Marie Marthe Camille Desinge du Gast, épouse Crespin, plus connue sous le nom de Camille du Gast, née le 30 mai 1868 à Paris où elle est morte le 24 avril 1942, dite « l'Amazone aux yeux verts », ou « la Walkyrie de la Mécanique », est une sportive, musicienne, exploratrice et féministe française.
Passionnée de sport, aéronaute amatrice, elle est une des premières pilotes automobiles, et s'essaiera aussi au pilotage de canot à moteur. Elle s'adonne tout autant à des sports plus classiques comme l'équitation, où elle excelle. Elle dirigera aussi plusieurs expéditions scientifiques au Maroc et sera à partir de 1929, et jusqu'à sa mort, la première femme présidente de la Société protectrice des animaux (SPA).

## Biographie

### Jeunesse et formation
Marie Marthe Camille Desinge du Gast est issue d'une riche famille bourgeoise originaire du nord de la France, propriétaire d'une manufacture de vêtements de travail pour hommes et qui possède plusieurs terrains et immeubles dans Paris.

### Vie de famille
En 1888, elle rencontre Jules Crespin, fils de Jacques François Crespin (1824-1888), créateur du grand magasin « Le palais de la nouveauté », connu ensuite sous le nom de Grands Magasins Dufayel. Ils vivent en union libre et ont une fille, Diane, puis se marient en 1894. Jules décède de maladie à la fin de l'année 1895. À 27 ans, Camille du Gast se retrouve veuve et à la tête d'une immense fortune.

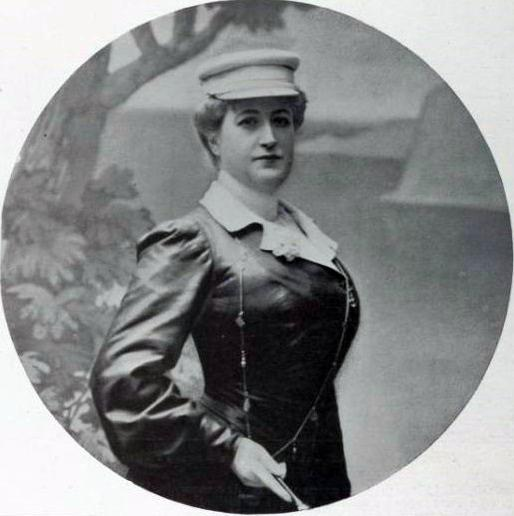
Camille du Gast en 1905.

En juillet 1902, à la suite de l'affaire de la « femme au masque », Hélie de Talleyrand-Périgord, prince de Sagan, annonce à la presse son futur mariage avec Camille du Gast. Pour des raisons inconnues, ce mariage n'aura cependant pas lieu. Le prince de Sagan avait couru l'année d'avant la course Paris-Berlin avec Camille, en tant que son mécanicien de bord.
Camille du Gast ne refera jamais sa vie. Aucun compagnon officiel ne lui est connu après 1902.

### Pianiste et chanteuse lyrique
Musicienne virtuose (élève de Félix Le Couppey), elle participe en tant que pianiste à des concerts à Paris et en province. Possédant une voix de Falcon, elle se produit parfois de manière bénévole comme chanteuse lyrique dans des concerts de charité.

### Sportive
Camille du Gast a pratiqué de nombreux sports durant sa vie. En tant qu'alpiniste[réf. nécessaire], elle accomplit de nombreuses ascensions et excursions[réf. nécessaire], et ce jusqu'en Suède et en Norvège[réf. nécessaire]. Elle pratique également l'escrime et manie le fleuret et l'épée. La carabine et le pistolet n'ont pas de secret pour elle et, durant sa jeunesse, elle s'adonne à la chasse à pied ou à cheval, activité qu'elle abandonnera complètement lorsqu'elle se consacrera à la protection des animaux. En 1905, elle monte deux chevaux de selle : son cheval noir Sigurd et sa jument alezane Hieda. Elle participe aussi à des expérimentations de ballon-parachute avec l'aéronaute Louis Capazza en France et en Belgique en 1895.

#### Sport automobile

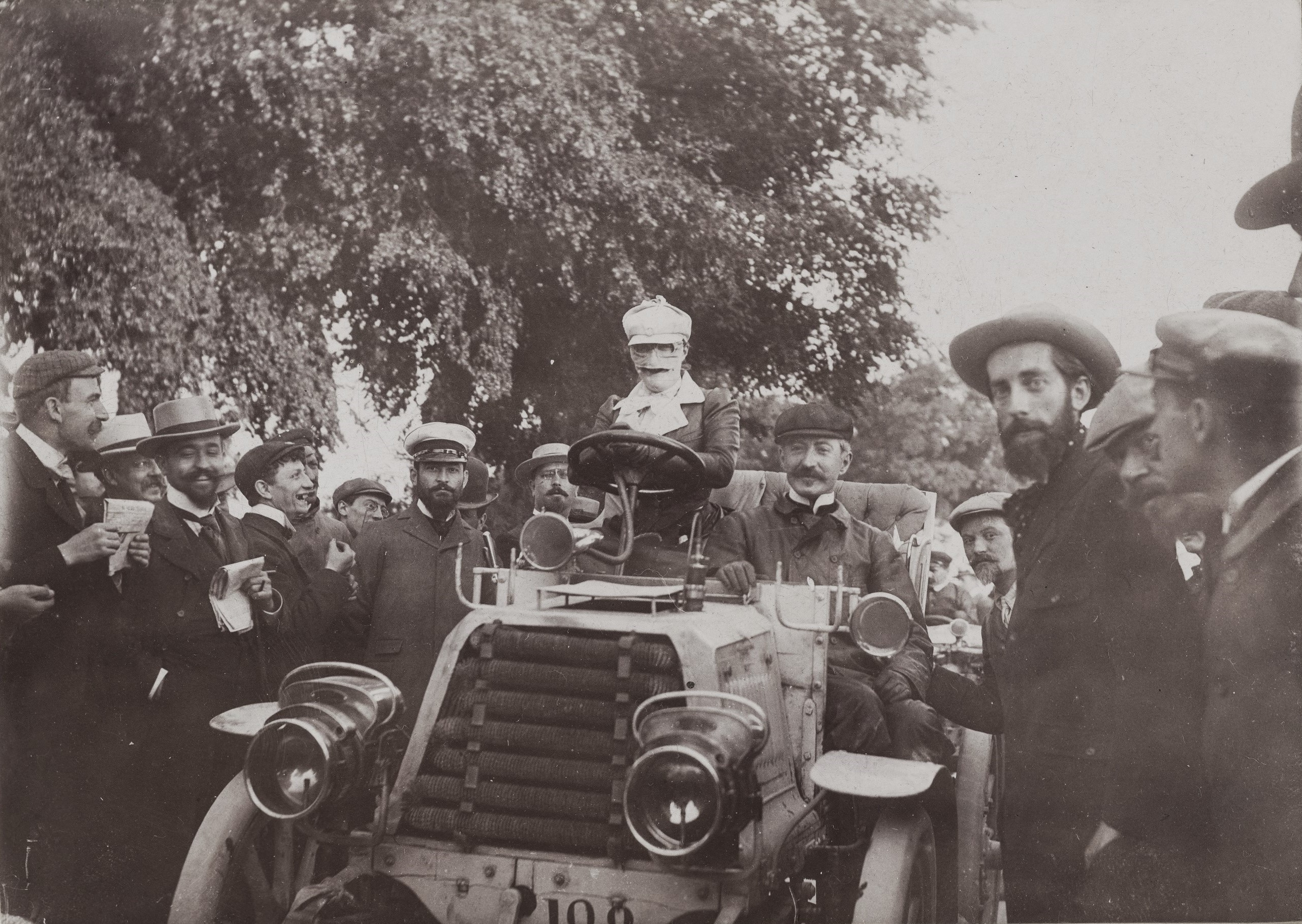
Camille du Gast et Hélie de Talleyrand-Périgord, prince de Sagan, qui l'accompagne en tant que mécanicien de bord lors de la course Paris-Berlin en 1901.

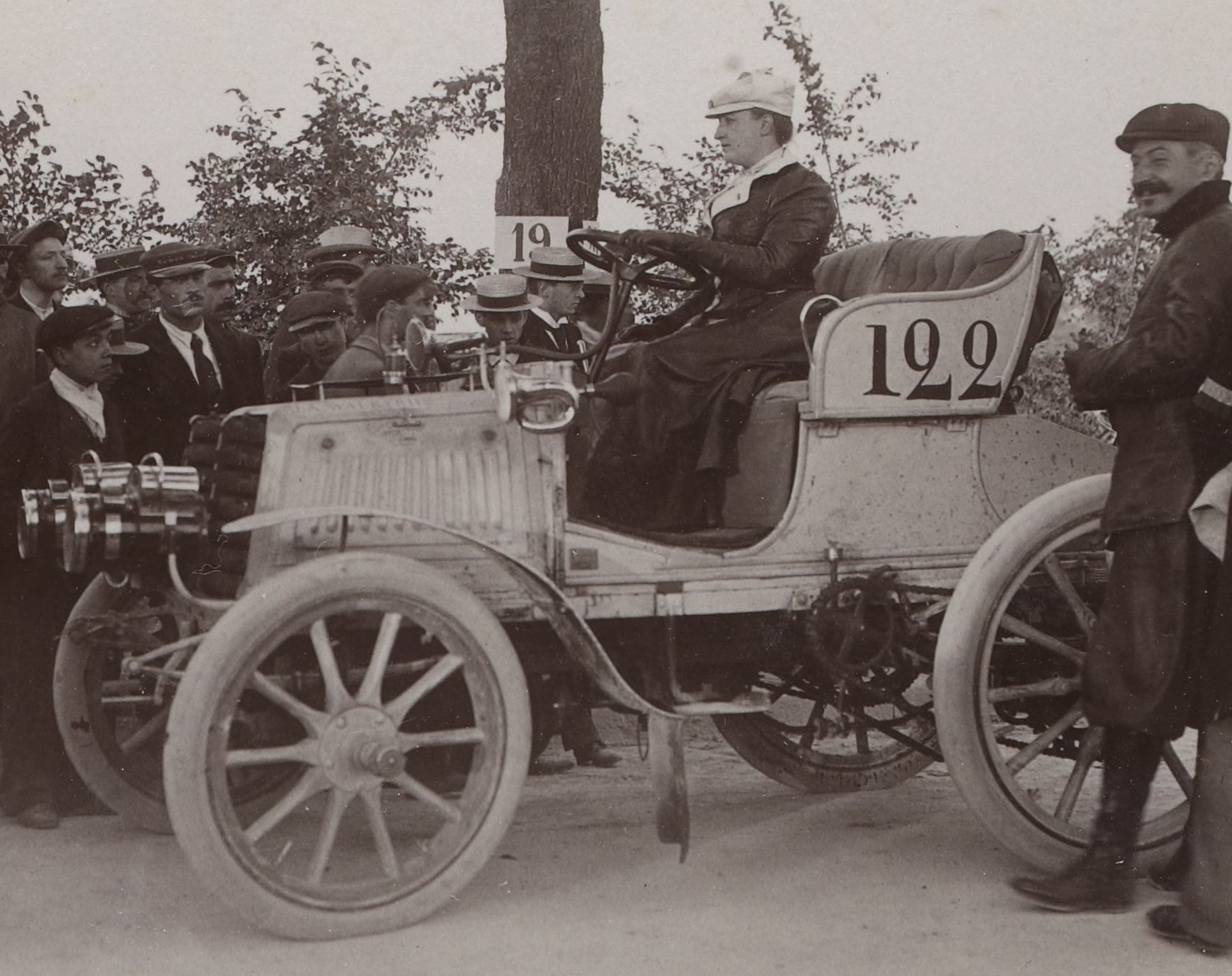
Camille du Gast et le prince Hélie de Tailleyrand-Périgord au Paris-Berlin 1901 sur Panhard & Levassor.

Camille du Gast est la première avec la duchesse d'Uzès à obtenir l'équivalent du permis de conduire d'alors, en 1897.
En 1901, elle possède deux véhicules en son nom propre, une Peugeot et une Panhard et Levassor.
Elle devient la première Française à participer à une course automobile de vitesse, le Paris-Berlin de 1901. Elle termine trente-troisième sur 122 participants grâce à sa Panhard-Levassor 20CV. C'est également la seconde femme au monde à participer à une compétition mécanique, après la baronne Hélène de Zuylen (qui participe en catégorie tourisme et non vitesse), la troisième étant vraisemblablement la championne britannique Dorothy Levitt. Son intérêt proviendrait de sa vision du départ de la Coupe Gordon Bennett en 1900 (de Paris à Lyon)[réf. nécessaire].
En 1902, bien qu'inscrite, elle ne participe finalement pas à la course Paris-Vienne. La même année, elle est au centre de l'affaire judiciaire dite de « La femme au masque » (elle est confondue de façon malintentionnée par Me Barboux avec le modèle nu du tableau dit de « la femme au masque » réalisé par le peintre Henri Gervex. L'affaire a un retentissement international( jusqu'en Australie (dans la West Gippsland Gazette) et en Nouvelle-Zélande) et provoquera une altercation puis un procès entre Me Barboux et le prince de Sagan.
En 1903, un temps huitième avec sa De Dietrich, elle se classe finalement soixante-dix-septième au Paris-Madrid après s'être arrêtée pour porter secours à un concurrent britannique accidenté, M. Stead(vainqueur : le Français Fernand Gabriel sur une Mors Z). La compétition est stoppée prématurément à Bordeaux sur décision de Georges Clemenceau, ministre de l'Intérieur, du fait de trop nombreux accidents de course causant plusieurs morts et blessés. Par la suite, le constructeur Benz lui propose de courir sous ses couleurs dans la Coupe automobile Gordon Bennett en 1904, mais le gouvernement français le lui interdit, de même qu'il interdit à toute femme de participer à des compétitions automobiles.
Mme du Gast fait partie du cercle restreint des pilotes de course, et est officiellement la seule femme de l'époque licenciée à l'Automobile Club de France (ACF). Lorsque le 5 mars 1904, l'ACF décide d'exclure les femmes, elle réagit dans une lettre au journal l'Auto pour protester contre cette mise à l'écart : « Ai-je écrasé quelqu'un ? Ai-je commis une incorrection pendant le parcours ? Quelqu'un a-t-il élevé la moindre critique contre ma façon de conduire ? Pas le moins du monde ». Henri Desgrange, directeur du journal et porte-parole de l'ACF, précise que l'éviction ne vise pas Camille du Gast, mais reste ferme sur l'exclusion des femmes afin « d'éviter la présence d'autres femmes, moins expérimentées, moins adroites et moins prudentes qu'elle ».

### Sports nautiques
À la suite de son exclusion du sport automobile, Camille du Gast se tourne vers les sports nautiques à partir de 1904.
En septembre 1904, elle pilote le Marsouin à propulsion Darracq sur la Seine à Juvisy-sur-Orge. Elle obtient la quatrième place après une course de 100 km qu'elle finit en 3h56.
Le 24 mars 1905, son canot La Turquoise est baptisé à Bercy. Ce bateau, construit par Tellier et Gérard, a un moteur à propulsion de 150CV fabriqué par Panhard et Levassor. Au mois d'avril de la même année, elle participe à une des courses du meeting de Monaco, devenant la seconde femme à participer à une compétition de motonautisme. Elle finit 15e de la course.

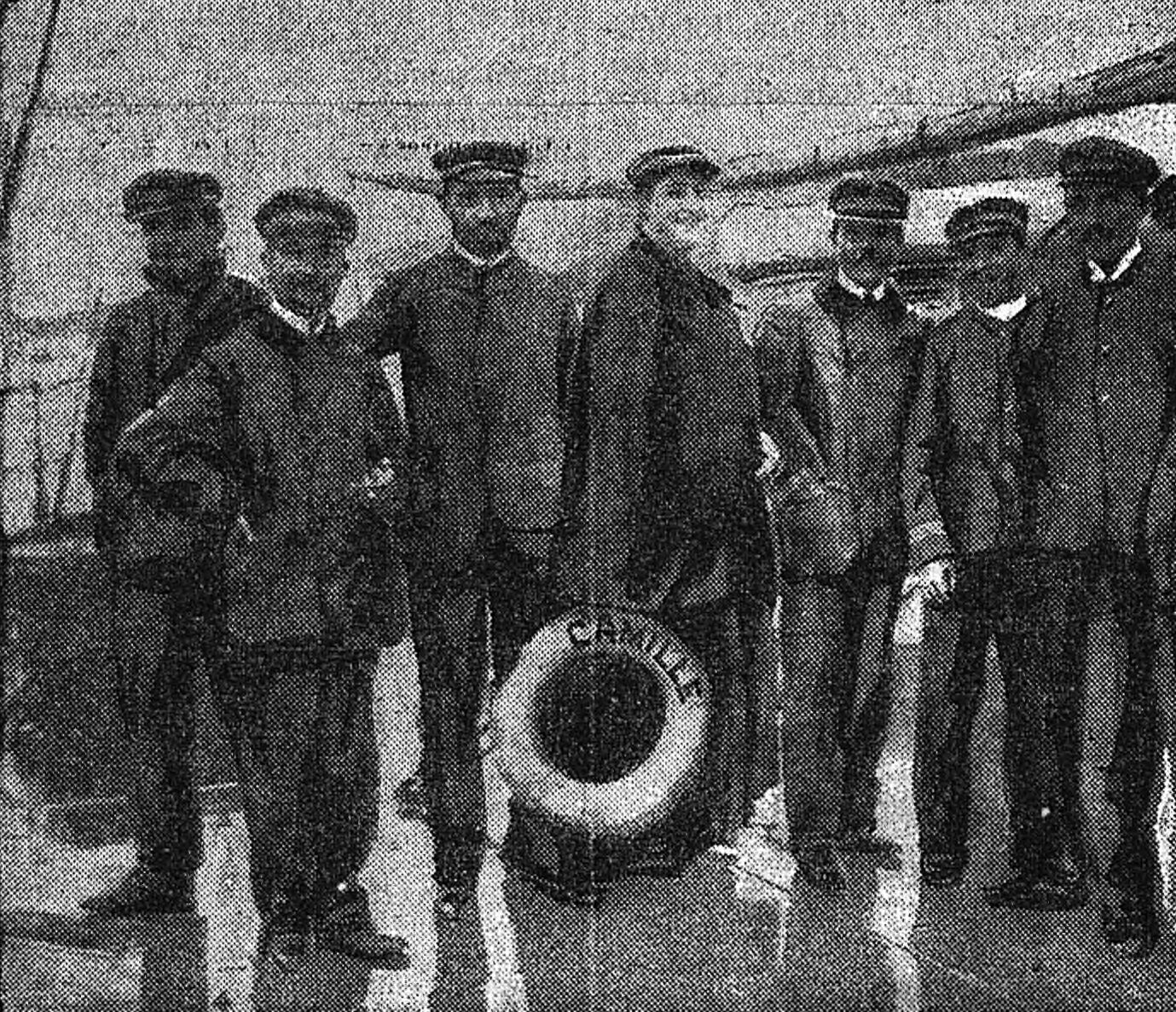
Mme du Gast après son sauvetage par le Kléber le 14 mai 1905.

En mars 1905, son bateau Camille est en cours de construction. C'est une embarcation de 13 mètres pour 43 tonneaux, avec un moteur Charron Giradot et Voigt de 90 CV, et une coque parisienne fabriqué par Pitre.
C'est avec le Camille qu'elle participe à la course Alger-Toulon, une compétition à laquelle participent également le Duc Decazes et Paul Chauchard. Le départ de la course a lieu le 7 mai 1905 à 6 heures du matin. Elle finit deuxième à la première étape Alger-Mahon après un parcours de seize heures et reçoit à cette occasion le prix du ministre de la Marine française ainsi que le prix de la Ligue maritime espagnole. Une mauvaise météorologie retarde le départ de la deuxième étape, qui débute le matin du 13 mai 1905. Mais l'océan très agité aura raison des sept canots en course. Le 14 mai, le Camille alors en première position voit sa remorque se rompre à 18h00[réf. nécessaire]. C'est le croiseur cuirassé Kléber qui porte secours à l'équipage. Le canot est abandonné. Le premier mot de Mme du Gast pour l'équipage du Kléber fut « merci ! », et le second fut la boutade suivante « Quel bon sujet d'article pour les journalistes ! ». La remise des prix eut lieu le 3 juillet 1905 et le Camille reçut le premier prix, ainsi que la sculpture « L'industrie automobile rapproche l'Algérie de la Métropole » de René Rozer.
Deux mois après son naufrage (?), elle participe à la course « Brighton Speed Trials »[réf. nécessaire].
À la suite de cet exploit, un hommage lui sera rendu en baptisant Camille l'embarcation d'Émile Thubron (aussi à coque Pitre), unique champion olympique de motonautisme pour la France en 1908 à Londres.[pourquoi ?].

### Explorations

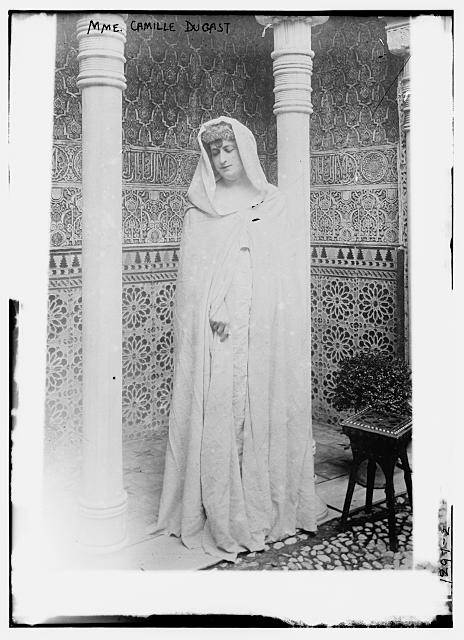
Camille du Gast au Maroc en 1909.

Exploratrice intrépide et audacieuse, Camille du Gast mène de 1905 à 1912 cinq expéditions scientifiques au Maroc, de plusieurs mois chacune, qu'elle finance elle-même. Au retour de ses explorations, elle rédige notamment un rapport sur l'agriculture au Maroc et un autre sur le statut ouvrier.

#### Dernière expédition (février - mai 1912)
Le 7 février 1912, elle part pour sa dernière expédition dans le but d'étudier les conditions de travail au Maroc et afin de collecter des objets pour la collection du muséum d'Histoire naturelle.
Le 12 février, sa mission débarque à Casablanca puis explore Mansourio, Oued Nfifikh et Oued Mellah. La mission part ensuite vers Agadir, en traversant Sidi Ali, Azemmour, Mazagan, Safi, Essaouira, les régions des Chiadma, des Idaou Guerd, Idaou Içaren, des Neknafa, des Imgrad, des Idaou Guelloul, des Idaou Tghomma, des Aïl Amar et des Ida ou Tanan. Durant l'expédition, Mme du Gast rencontre le caïd Anflous et le caïd Guellouli qui protègent la mission à l'aide d'une escorte de cavaliers et de fantassins jusqu'à la limite de leurs domaines respectifs.
Au-delà d'Agadir, le pays est dangereux pour les étrangers qui s'y rendent. La mission réussit tout de même à se rendre à l'embouchure de l'Oued Souss. Puis elle reçoit l'ordre officiel de rentrer à Essaouira, du fait de menaces de révoltes.
La mission se met en route et prend un itinéraire nouveau qu'aucun Européen n'avait encore emprunté. Durant ce trajet, Mme du Gast fait relever la position des citernes et des douars.
Arrivée à Essaouira, la mission du Gast attend l'autorisation de gagner Marrakech, le Tagoundaft et Taroudant mais elle n'y sera jamais autorisée et s'arrêtera[réf. nécessaire].
Camille du Gast rentre en France le 31 mai 1912.

#### Hommage à la suite de ses expéditions
En 1909, le Bey de Tunis fait Mme du Gast officier du Nichan-Iftikhar.
À la suite des missions officielles qu'elle a entreprises, le ministre de la Guerre Eugène Étienne lui confère en novembre 1913 la médaille commémorative de la campagne du Maroc.

### Féminisme
Féministe convaincue, amie de la médecin Blanche Edwards-Pilliet, de la journaliste Séverine et de l'avocate Maria Verone, Camille du Gast est membre du comité de la Ligue française pour le droit des femmes. À ce titre, en 1921, elle participe à l'ouvrage « Cinquante ans de féminisme » (1870-1920) en signant un article sur « le rôle des sports dans la victoire féministe ».

### Défense des animaux
Fervente défenseuse de la cause animale, Camille du Gast est une fidèle adhérente de la Société protectrice des animaux (SPA).
En 1927, elle rénove, modernise et agrandit avec ses propres fonds le refuge animalier de Gennevilliers fondé par James Gordon Bennett, baptisé « le bon Accueil ».
En 1929, elle devient la première présidente de la SPA (ce jusqu'à sa mort en 1942). Elle organise notamment des manifestations retentissantes contre les corridas de Melun en 1930 et milite activement pour l'adoption dans les abattoirs parisiens du pistolet automatique sans balle qui provoque une mort immédiate et moins douloureuse.

« Justice et pitié envers les animaux !

La vie est pénible pour tous, les animaux ont leur part de souffrance et ils ne peuvent se plaindre !

Il appartient aux cœurs d'élite, aux âmes charitables de se tourner vers eux et de les soulager. »

— Camille du Gast, Le Progrès du 10 novembre 1932, p.2

### Œuvres caritatives
Souvent qualifiée de « femme au grand cœur », Camille du Gast s'occupe également d'œuvres caritatives durant la Première Guerre mondiale et continue jusqu'à sa mort, en province et à Paris.
Elle fonde en 1915  l'association La Reconstitution du foyer qui vient en aide aux habitants des communes dévastées par la guerre en leur fournissant des meubles et objets mobiliers.
En 1927, elle participe à la création d'une « Caisse de Secours et de Chômage » et fait don de 6000 francs.
Elle fonde un dispensaire pour femmes enceintes et jeunes accouchées rue Crespin du Gast (11e arrondissement)[réf. nécessaire].

### Vie mondaine
Grande mondaine, elle donne à Paris de splendides fêtes dont la presse de l'époque se fait régulièrement écho,, en particulier chaque 18 juillet pour la sainte Camille,.

### Mort
Elle décède dans sa demeure parisienne de la rue Alfred-Roll le 24 avril 1942.
Elle repose auprès de son époux dans le caveau de la famille Crespin au cimetière du Père-Lachaise, à Paris.

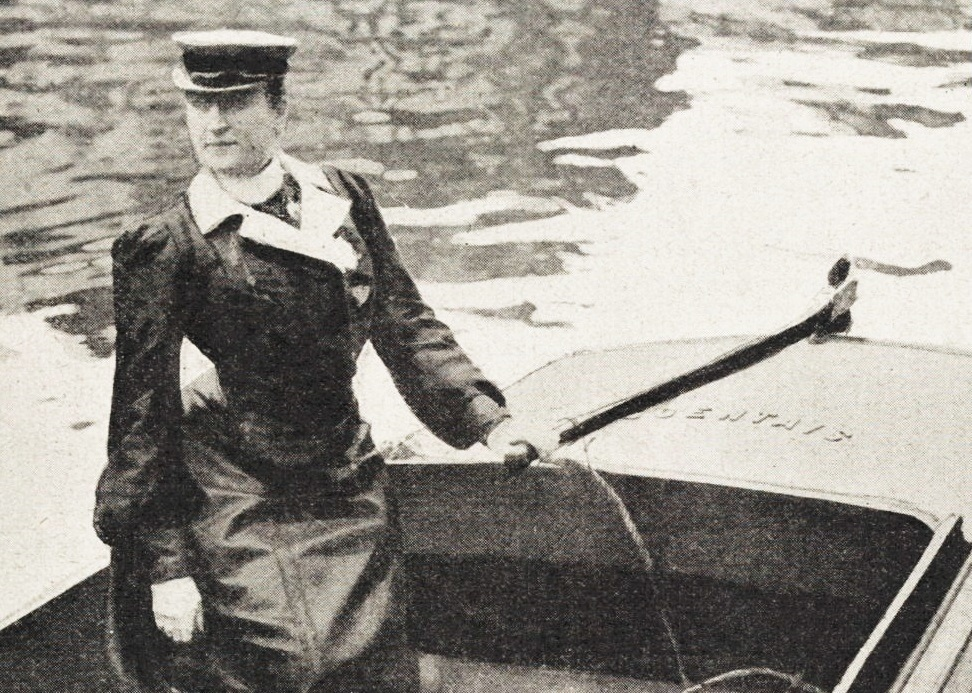
Camille du Gast passe son examen de conducteur de canots automobiles, en septembre 1904.
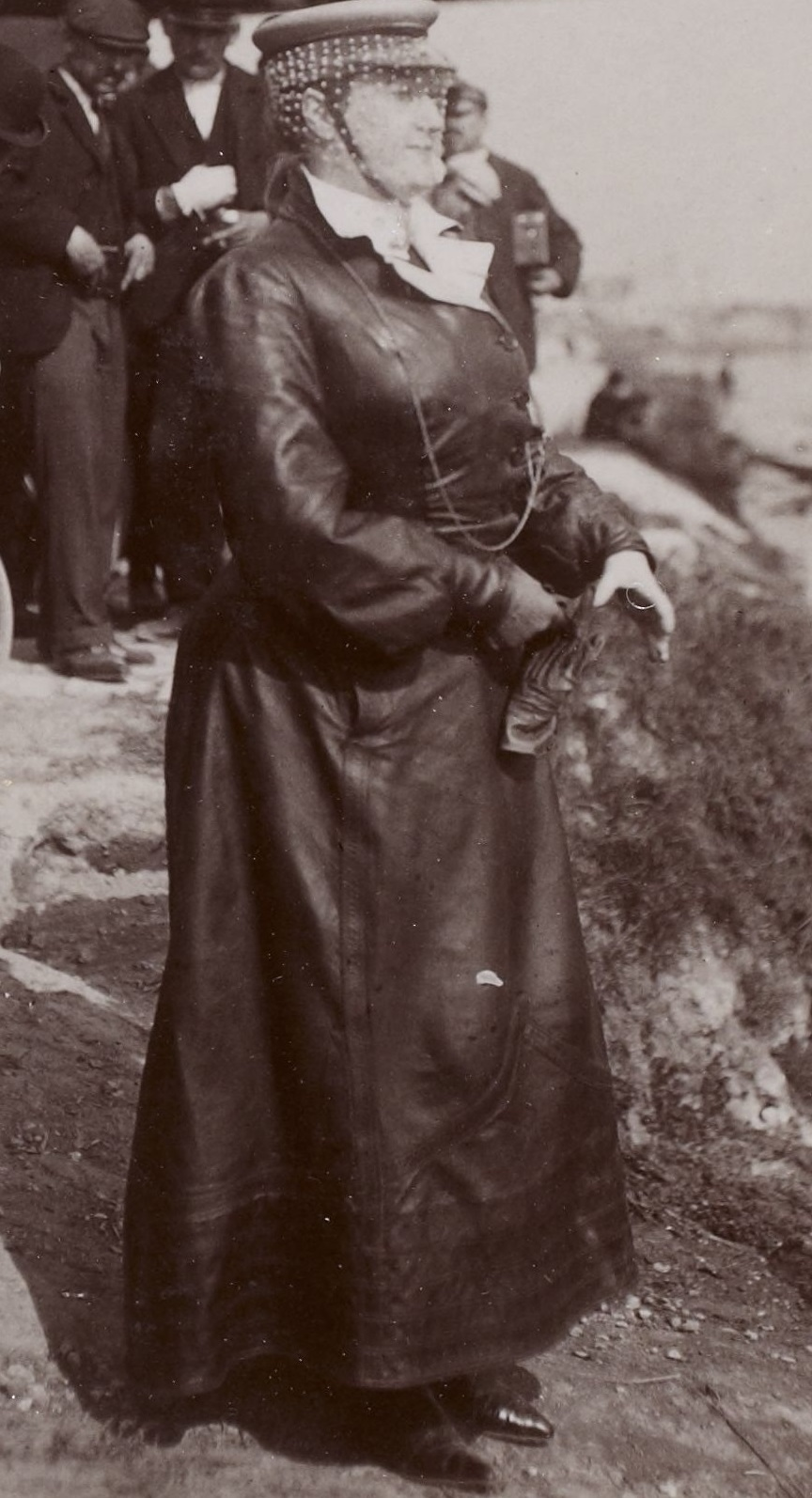
Mme du Gast barreur du Marsouin à moteur Darracq de M. Caillois.
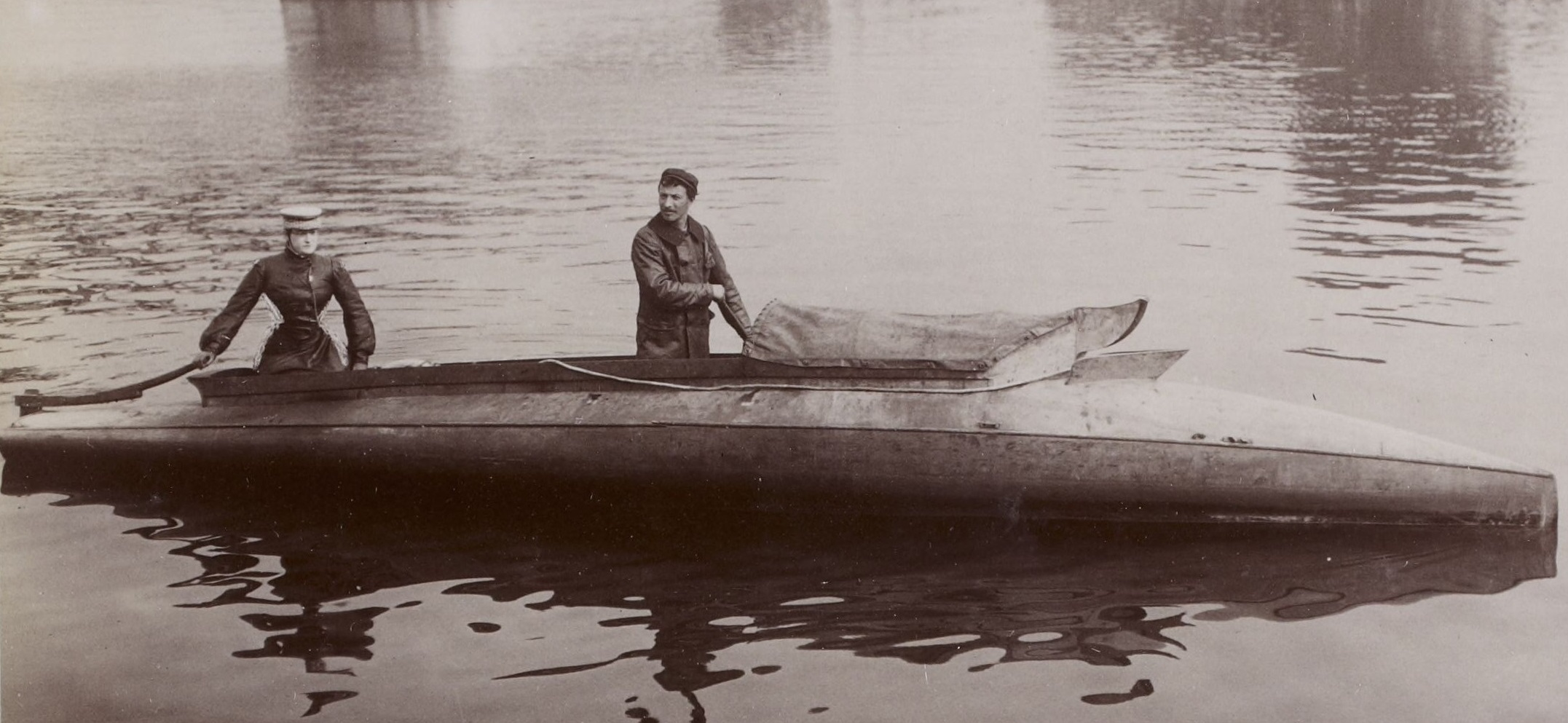
« Les canots automobiles à Juvisy », 1904.
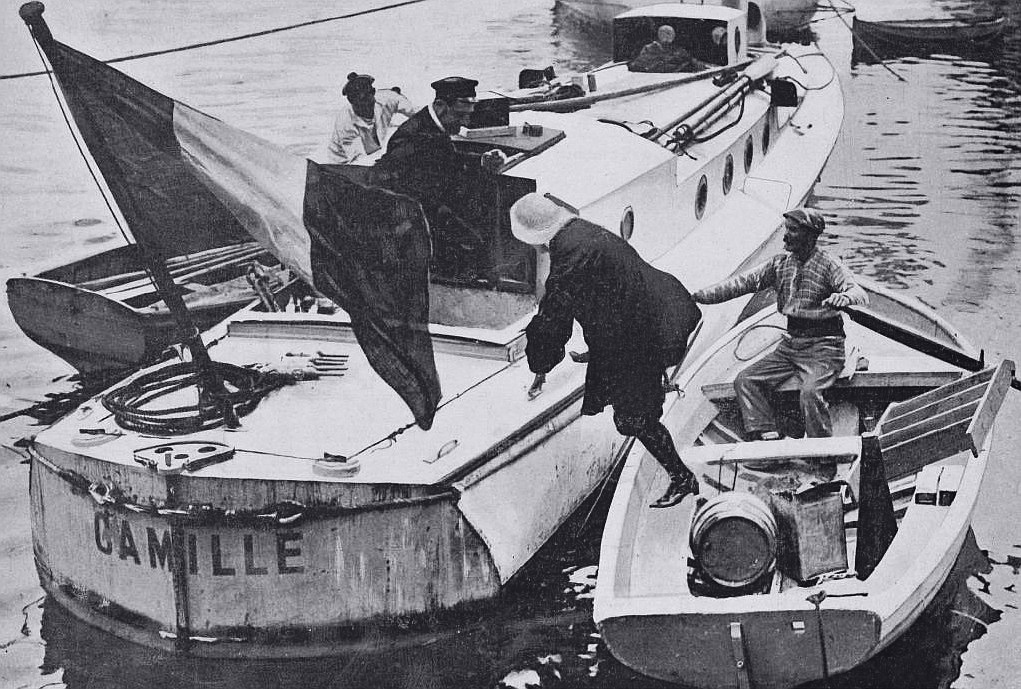
Camille du Gast et le Camille (mai 1905, Alger-Toulon).
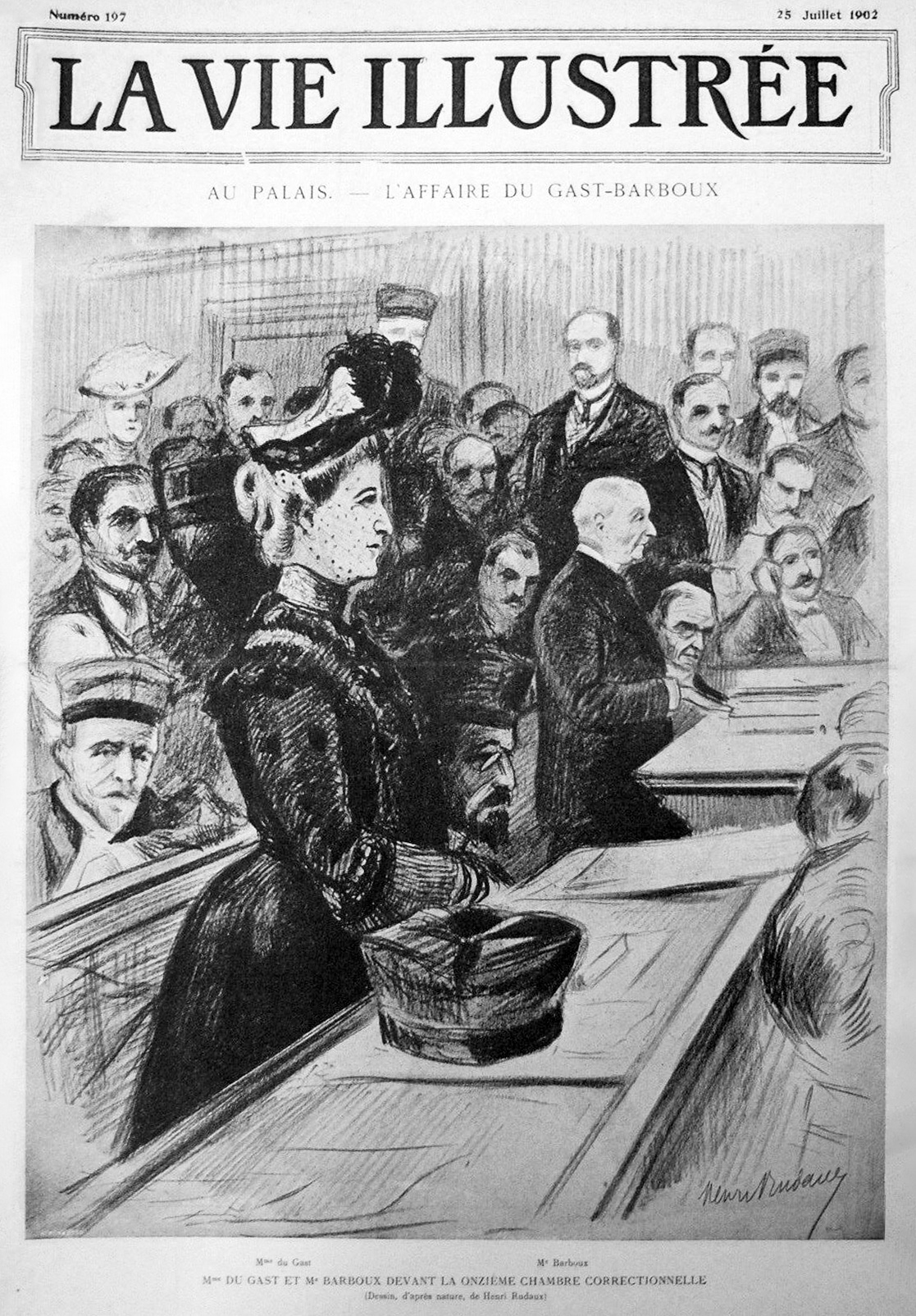
La Vie illustrée du 25 juillet 1902.
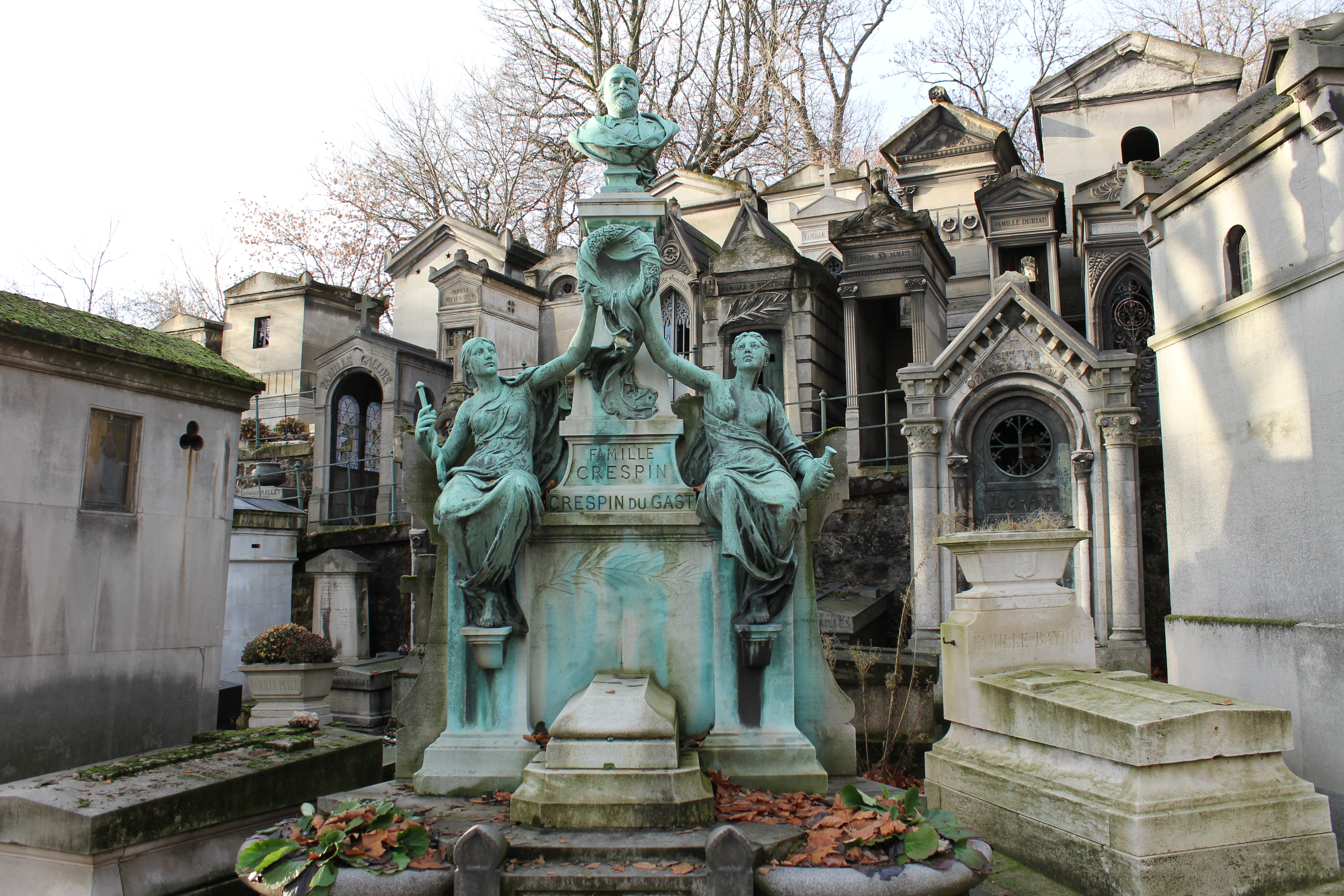
Caveau de la famille Crespin au Père-Lachaise.

### Hommages
Fait rare, de son vivant, la municipalité de Paris rebaptise en son honneur la rue Crespin (du nom de la famille de son époux propriétaire des terrains) en rue Crespin-du-Gast. Camille du Gast assiste à son inauguration le 15 juin 1929[réf. nécessaire]. Le 24 avril 2022, à l'occasion du 80e anniversaire de sa mort, la rue « Crespin-du-Gast » (11e arrondissement) devient officiellement la rue « Camille-Crespin-du-Gast ».
Plusieurs établissements scolaires et voies communales portent son nom en France.

## Écrits
- « Ma course Paris-Madrid », La Vie au grand air,‎ 5 juin 1903, p. 358 et 360
- « À deux doigts de la mort », Je sais tout,‎ 15 février 1905 (à propos de sa course nautique Alger-Toulon)
- « Pourquoi je suis allée au Maroc », La Vie heureuse,‎ 1er septembre 1907
- Ce que m'a dit le Rogui (le prétendant au trône du Maroc), dans Je sais tout en 1909 (à la suite d'un séjour marocain à dos de cheval ; elle retourna au Maroc en mission officielle en 1910 pour le ministère des affaires étrangères, alors qu'elle avait déjà antérieurement participé à la conférence d'Algésiras en 1906 et pour celui de l'agriculture en 1912)
- Plusieurs autres chroniques dans La Vie heureuse (actuellement publié sous le nom de Femina), sur sa vie « d'exploratrice »
- Le statut ouvrier au Maroc : rapport adressé au Ministre du Travail, Paris, Imprimerie Nationale, 1921, 208 p.
- Préface à l'ouvrage Contes pour mon chien de Gustave Dumaine, publié en 1933.